# Karmeliterplatz
La Karmeliterplatz ou place des Carmes se situe dans vieille ville de Mayence, au carrefour des rues : Karmeliterstraße, Christofsstraße.
La place des carmes est une place du vieux centre de Mayence, dominée par l'église Saint-Christophe devant laquelle se trouve une sculpture en fer représentant Gutenberg réalisée par Karlheinz Oswald.
L’église des Carmes donne aussi sur cette place.

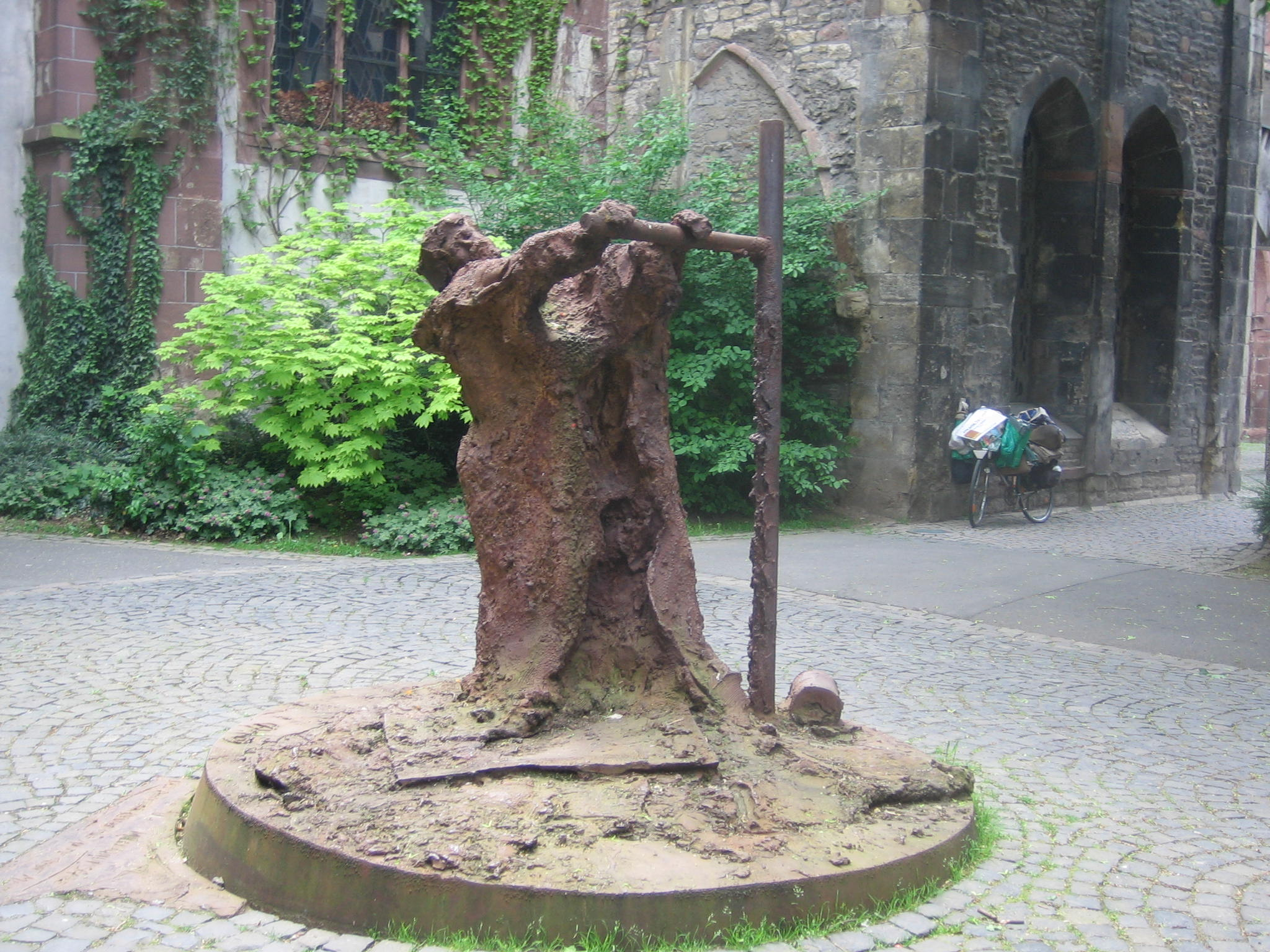
Sculpture de Gutenberg